# Новокуркино (Химки)
Новоку́ркино (также Ново-Куркино) — микрорайон города Химки Московской области.

## География
Расположен в северо-западной части города, в так называемых Новых Химках. От района Куркино Северо-Западного административного округа города Москвы район отделяет Новокуркинское шоссе. 

### Улицы
- Новокуркинское шоссе (граница с Москвой)
- Молодёжный проезд
- Проспект Мельникова
- Улица Молодёжная

## История
Застроен высотными домами типовых серий. Рассчитан на 30 тыс. жителей.
Идея создания района «Новокуркино» родилась у группы компаний «ПИК» в конце 2003 года. Планировалось создать район, отвечающий принципу «город в городе». Была выбрана территория микрорайонов 6,7,8 в городе Химки. Район по архитектурному замыслу должен был символизировать собой «ворота» не только города Химки, не только Московского региона, но и всей страны, так как по соседству расположен международный аэропорт «Шереметьево-2». Совместно с мастерской Академика А. А. Чернихова было потрачено 9 месяцев на создание проекта планировки сразу трёх микрорайонов — 6,7,8. Строительство началось в 2004 году, а уже в начале 2006 года первые жильцы получили ключи от своих квартир. Под возведение свыше 900 тыс. м² жилой площади был отведен 81 гектар; по плану район обеспечивался полным набором объектов современной инфраструктуры.
Площадь застройки Новокуркино составляет 81 га. Общая площадь квартир — около 1 млн м².

## Инфраструктура
На 2023 год в районе расположены 4 школы:
- Средняя общеобразовательная школа № 31[3] (два корпуса — на проспекте Мельникова д.29 с.1 и ул. Родионова 3 с.1);
- Средняя общеобразовательная школа «Флагман» (два корпуса — бывшая школа № 25, бывшая школа № 26)[4];

Также расположены 4 учреждения дошкольного образования:
- Детский сад № 2 «Улыбка»;
- Детский сад № 13 (два здания — «Умка» и «Аистенок»);
- Детский сад № 14 «Светлячок»;
- Детский сад № 52 «Котенок»;

Имеется территориальная Поликлиника № 4 ГБУЗ МО Химкинская областная больница и ряд частных клиник;
В микрорайоне расположено множество торговый центров, самым крупным из которых является торгово-равлекательный центр «Мега Химки»;
В Новокуркине располагается Александро-Невский храм Русской православной церкви.

## Транспорт
Район расположен в 15-30 минутах езды от м. Планерная и м. Сходненская
- автобус 383, троллейбус 202, маршрутки 980, 981, 982, 946 — до метро «Планерная»
- автобус 443,маршрутка 986 — до метро «Речной вокзал»
- маршрутка 873 — до метро «Сходненская»
- автобус 959 — до метро «Планерная» и «Митино»
- автобусы 3, 42, 51, маршрутка 19 — до станции Химки

На автомобиле в Новокуркино можно проехать от МКАД по Ленинградскому шоссе или по Молодёжной улице.